# HMS Roebuck (H95)
HMS Roebuck (H95/F195) là một tàu khu trục lớp R của Hải quân Hoàng gia Anh Quốc trong Chiến tranh Thế giới thứ hai; là chiếc tàu chiến thứ mười lăm của Hải quân Anh mang cái tên HMS Roebuck. Sau khi chiến tranh kết thúc, nó được cải biến thành một tàu frigate Kiểu 15 vào năm 1952, cho vai trò chống tàu ngầm với ký hiệu lườn mới F195, phục vụ cho đến năm 1962 và bị bán để tháo dỡ năm 1968.

## Thiết kế và chế tạo
Được đặt hàng vào tháng 5 năm 1940 như một phần của Chương trình Khẩn cấp Chiến tranh thuộc Chi hạm đội Khẩn cấp 4, công việc chế tạo bị trì hoãn và Roebuck chỉ được xưởng tàu của hãng Scotts ở Greenock đặt lườn vào ngày 19 tháng 6 năm 1941. Nó lại bị hạ thủy sớm bởi một cuộc không kích xuống xưởng tàu vào ngày 10 tháng 12 năm 1942; lườn tàu đóng dỡ dang bị ngập nước một phần trong ba tháng tại xưởng tàu trước khi được trục vớt và hoàn tất vào tháng 5 năm 1943; Roebuck nhập biên chế cùng Hải quân Hoàng gia vào ngày 10 tháng 6 năm 1943.

## Lịch sử hoạt động

### Thế Chiến II
Sau khi hoàn tất việc chạy thử máy, Roebuck được phân về Chi hạm đội Khu trục 11 trực thuộc Hạm đội Đông, nhưng thoạt tiên đi đến Scapa Flow để gia nhập cùng Hạm đội Nhà. Vào tháng 8 năm 1943, nó chuẩn bị để hoạt động lâu dài ở nước ngoài, và cuối cùng gia nhập chi hạm đội tại Ấn Độ Dương vào tháng 9, được phân nhiệm vụ tuần tra và hộ tống vận tải. Vào ngày 12 tháng 3 năm 1944, nó cùng với tàu khu trục Quadrant hình thành nên lực lượng bảo vệ cho tàu sân bay hộ tống Battler và các tàu tuần dương Suffolk và Newcastle trong việc truy tìm chiếc Brake, một tàu tiếp liệu cho tàu ngầm U-boat Đức. Sau khi bị máy bay phát hiện và đánh chặn, thủy thủ đoàn của Brake đã tự đánh đắm tàu.
Đến tháng 6, Roebuck được bố trí cùng các đơn vị hạm đội ngoài khơi Miến Điện và đã bắn phá Martaban. Vào ngày 19 tháng 6, nó tham gia thành phần khu trục hộ tống cho Lực lượng 60 cùng với các tàu khu trục Quality, Quickmatch, Rotherham, Racehorse, Relentless và Raider, có nhiệm vụ bảo vệ cho tàu sân bay Illustrious, tàu chiến-tuần dương Renown, thiết giáp hạm Pháp Richelieu và các tàu tuần dương Nigeria, Kenya và Ceylon.
Vào ngày 25 tháng 7, nó được bố trí cùng chi hạm đội để hộ tống các đơn vị chủ lực của Hạm đội Đông, nhằm hỗ trợ cho hoạt động của các tàu sân bay Victorious và Indomitable nhắm vào các mục tiêu của Nhật Bản tại Sabang và Sumatra tại Đông Ấn thuộc Hà Lan trong khuôn khổ Chiến dịch Crimpson. Đến tháng 8, nó đi đến Simon's Town, Nam Phi để được đại tu; rồi gia nhập trở lại chi hạm đội tại Trincomalee, Ceylon vào tháng 11. Đến tháng 2 năm 1945, chiếc tàu khu trục gia nhập Lực lượng 68 cho nhiệm vụ tuần tra và bắn phá quần đảo Cocos cùng các tàu khu trục Rocket, Rapid và Rotherham trong khuôn khổ các Chiến dịch Office và Training.
Vào ngày 27 tháng 4, Roebuck được bố trí cùng Lực lượng 63 để hộ tống các tàu chiến lớn bảo vệ cho việc đổ bộ lên Rangoon trong khuôn khổ Chiến dịch Dracula, và vào ngày 30 tháng 4 được bố trí cùng Lực lượng 62 cho việc bắn phá Matapan cùng các tàu khu trục Racehorse và Redoubt trong khuôn khổ Chiến dịch Gable, vốn bao gồm việc chặn bắt tàu bè triệt thoái đối phương. Vào ngày 1 tháng 5, nó tham gia bắn phá Car Nicobar cùng chi hạm đội trong khuôn khổ Chiến dịch Bishop. Vào ngày 13 tháng 5, Roebuck, Redoubt và Racehorse đã hộ tống Nigeria đi từ Trincomalee như Lực lượng 63, trong một cuộc càn quét tàu bè Nhật triệt thoái lực lượng khỏi quần đảo Andaman và Nicobar, và ở lại cùng hạm đội trong cuộc tấn công tàu bè Nhật trong eo biển Malacca.
Vào ngày 18 tháng 6, Roebuck được bố trí cùng chi hạm đội như lực lượng hộ tống cho Hải đội Tàu sân bay 21, bao gồm các tàu sân bay hộ tống Stalker, Khedive và Ameer cùng các tàu tuần dương Royalist và Suffolk tiến hành các phi vụ trinh sát hình ảnh bên trên miền Nam Malaya trong khuôn khổ Chiến dịch Balsam. Đến ngày 5 tháng 7, nó được bố trí cùng tàu tuần dương Nigeria và các tàu khu trục Eskimo và Vigilant để bảo vệ cho hoạt động quét mìn ngoài khơi Malaya và quần đảo Nicobar; sau đó nó tham gia bắn phá đảo Nancowry. Đến tháng 8, nó chuẩn bị cho cuộc đổ bộ quy mô lớn lên Malaya trong khuôn khổ Chiến dịch Zipper, nhưng việc Nhật Bản đầu hàng đã giúp kết thúc xung đột trước khi tiến hành chiến dịch. Nó lên đường đi Singapore hỗ trợ cho việc chiếm đóng cho đến khi lên đường đi Simon's Town vào tháng 10 để tái trang bị.

### Sau chiến tranh
Roebuck khởi hành từ Simon's Town vào ngày 15 tháng 11 năm 1945, và về đến Plymouth vào ngày 7 tháng 12. Vào đầu năm 1946, nó được bố trí cùng chi hạm đội tại chỗ để hộ tống cho thiết giáp hạm Duke of York trong chuyến viếng thăm của Hoàng gia đến quần đảo Channel vào tháng 6. Sau khi các tàu chị em Rocket và Relentless được cải biến thành công, Roebuck được chọn để cải biến thành một tàu frigate chống tàu ngầm Kiểu 15 vào năm 1952, và được mang ký hiệu lườn mới F195. Sau khi hoàn tất việc cải biến vào tháng 5 năm 1953, nó lại nhập biên chế để phục vụ cùng Hải đội Frigate 5 thuộc Hạm đội Địa Trung Hải cho đến tháng 7 năm 1956, khi nó được đưa về lực lượng dự bị tại Plymouth. Trong năm 1953, nó đã tham gia cuộc Duyệt binh Hạm đội nhân dịp lễ Đăng quang của Nữ hoàng Elizabeth II.
Trong năm 1957, Roebuck được tái trang bị cho nhiệm vụ huấn luyện, rồi gia nhập Hải đội Huấn luyện Dartmouth, tức Hải đội Frigate 17. Nhập biên chế trở lại vào tháng 5 năm 1960, nó tham gia một hải đội hộ tống cho đến khi được đưa về lực lượng dự bị tại Plymouth vào năm 1962. Nó được tháo dỡ thiết bị tại Xưởng tàu Devonport, trước khi tham gia thử nghiệm các vụ nổ dưới nước tại Rosyth do Naval Construction Research Establishment (NCRE) tiến hành. Nó được bán cho hãng British Iron & Steel Company (BISCO) để được tháo dỡ tại xưởng của hãng T.W. Ward. ở Inverkeithing vào ngày 8 tháng 8 năm 1968.